# Айк (ураган)
Ураган Айк  (англ. Hurricane Ike) — ураган 4 категорії, дев'ятий названий тропічний циклон і п'ятий ураган сезону атлантичних тропічних циклонів 2008 року. Ураган пройшов Великими Антильськими островами та південним узбережжям США і став третім за збитками ураганом в історії цієї країни.
Тропічний циклон Айк зародився в останні дні серпня з тропічного заворушення біля узбережжя Африки. Вранці 4 вересня, коли циклон знаходився біля Кабо-Верде, йому було присвоєно 4 категорію за пятибальною шкалою Саффіра-Сімпсона. Далі ураган рухався на північний-захід, втративши силу біля узбережжя Куби. На момент досягнення узбережжя Північної Америки біля міста Галвестон (штат Техас), діаметр шторму становив понад 1450 км, що робило його найбільшим за розміром тропічним циклоном в Атлантичному океані за всю історію спостережень.

## Айк в Гаїті
Ця республіка прийняла на себе не тільки могутній удар Густава, але також і урагану Ханна, що слідував впритул за ним. За повідомленнями служби порятунку Гаїті, цей ураган забрав 25 життів. Не встигла країна оправитися від наслідків Густава і Ханни, як днями на острів обрушився новий ураган — Айк. Жертвами останнього стали 47 осіб, повідомляє агентство AFP 8 вересня з посиланням на прем'єр-міністра країни Мішеля П'єр-Луі. За свідченням очевидців, серед загиблих не менше 13 дітей. Таким чином, загальна кількість жертв трьох ураганів (Густав, Хана і Айк), що обрушилися на острів впродовж двох тижнів, перевищила 600 осіб.
Ураган завдав удару селу Кабаре, розташованому неподалік столиці Гаїті міста Порт-о-Пренс. Люди загинули в результаті того, що село повністю затопили дві річки, що вийшли з берегів. Напередодні Папа Римський Бенедикт XVI, відправив молитву про долю населення Гаїті, «яке перебуває у скрутному становищі через урагани».
Станом на ранок понеділка 8 вересня ураган Айк наближається до берегів Куби, рухаючись у бік східного узбережжя США. Його потужність ослабла з четвертої до третьої категорії за п'ятибальною шкалою Саффіра-Сімпсона, а швидкість вітру становить 195 кілометрів на годину. За прогнозами американських метеорологів, у понеділок увечері Айк вже дістанеться берегів американського штату Флорида. У зв'язку з наближенням урагану на Кубі й у Флориді проводиться масова евакуація жителів. Так, на Кубі свої будинки залишили понад півмільйона осіб.

## Айк в Техасі
Станом на 12 вересня епіцентр знаходився приблизно за 264 км на південний-схід від міста Галвестон (штат Техас). Сила вітру досягала 168 км/год. 13 вересня буревій Айк дійшов до американського узбережжя та попрямував на південні райони Техасу. Урагану присвоєно друга категорія небезпеки.

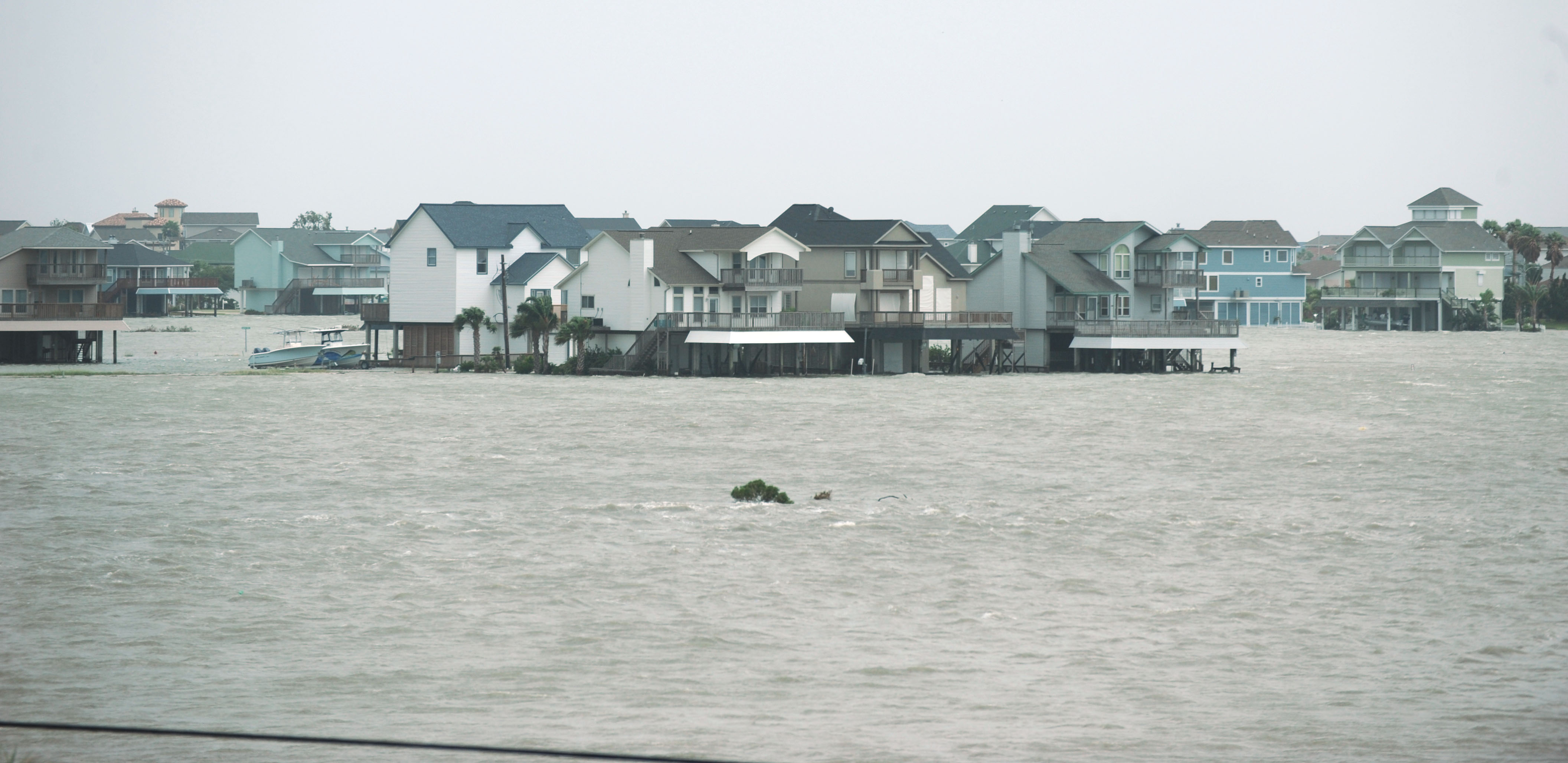
місто Галвестон (штат Техас)

Президент США Джордж Буш оголосив штат Техас «зоною лиха» у зв'язку з руйнуваннями, спричиненими ураганом Айк.
14 вересня обрушився на узбережжя Техасу. Перед ударом стихії близько мільйона жителів прибережних районів залишили свої домівки. Близько 3 млн людей у районі Х'юстона залишилися без електрики. Айк затопив тисячі житлових будинків і адміністративних будинків у Техасі й деяких районах Луїзіани.
По всьому Техасу ураган лишив нищівні сліди. У місті Галвестон порятункові команди користуються човнами, високо-колесними вантажівками та вертолетами, аби врятувати сотні людей, які потерпіли від сильних опадів та потужних вітрів.
Понад сто сорок тисяч техасців проігнорували наказ евакуюватися.
Місцевий провідний суддя Ед Емметт закликав місцевих мешканців не виходити з домівок.
«Транспортні артерії дуже і дуже небезпечні. Електрики немає. Вуличного світла немає. Всюди валяються уламки будинків і обламані гілки. Є місця, де досі стоїть вода. Будь ласка, не виходьте з дому, тільки якщо вам це вкрай необхідно.»

## Наслідки
За попередніми оцінками, матеріальні збитки від урагану становлять приблизно 100 мільярдів доларів. У цей час без електроенергії у трьох штатах залишаються близько 3 мільйонів осіб. Майже 2,5 мільйона — у Техасі, ще майже 500 тисяч у Луїзіані й Арканзасі.
У Х'юстоні затоплено вулиці, немає електрики. Місцева влада оголосила комендантську годину з 21.00 до 06.00.
Раніше Айк забрав життя 101 людини на Гаїті.

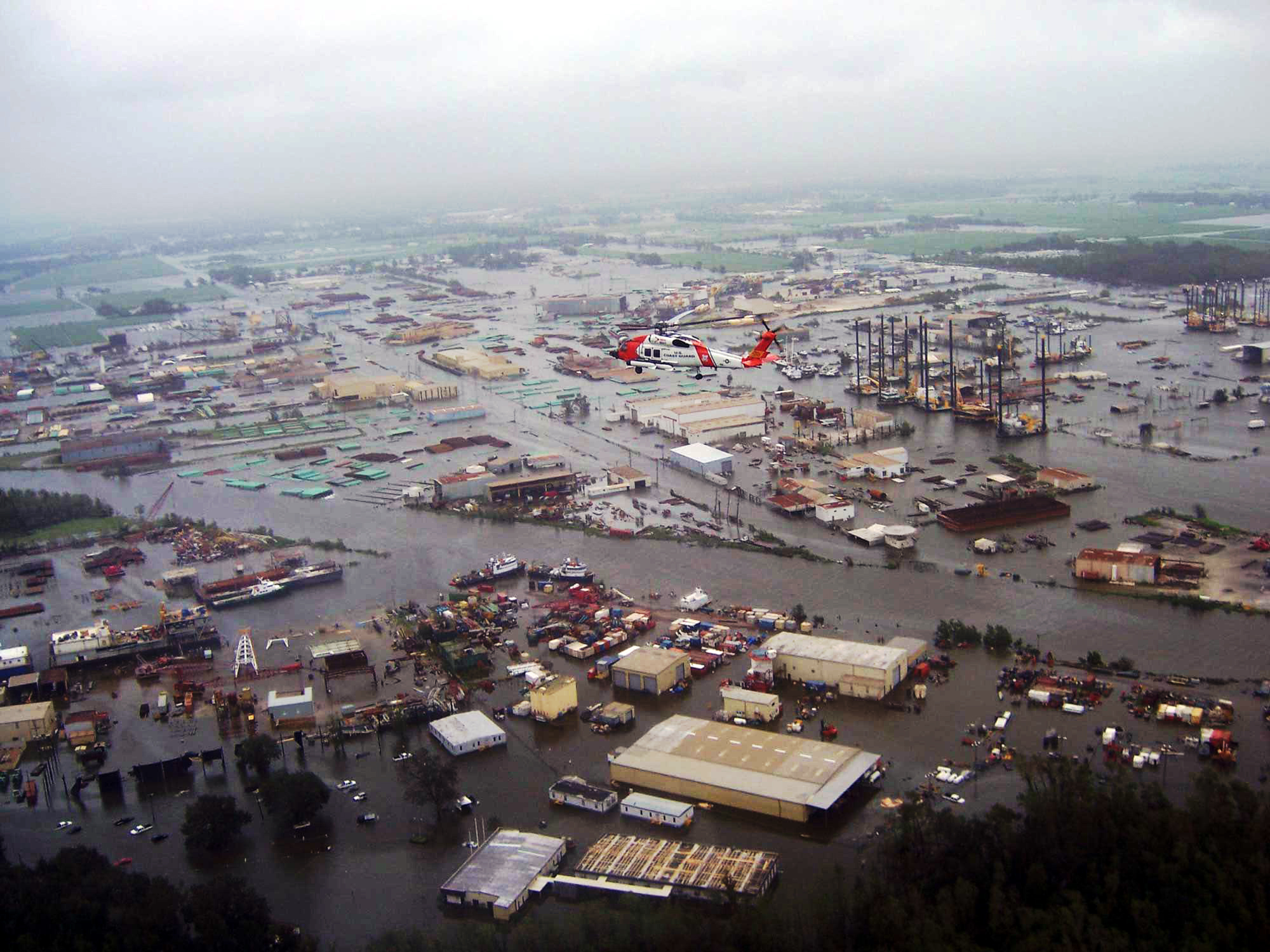
Наслідки буревію в Техасі.
- в Луїзіані
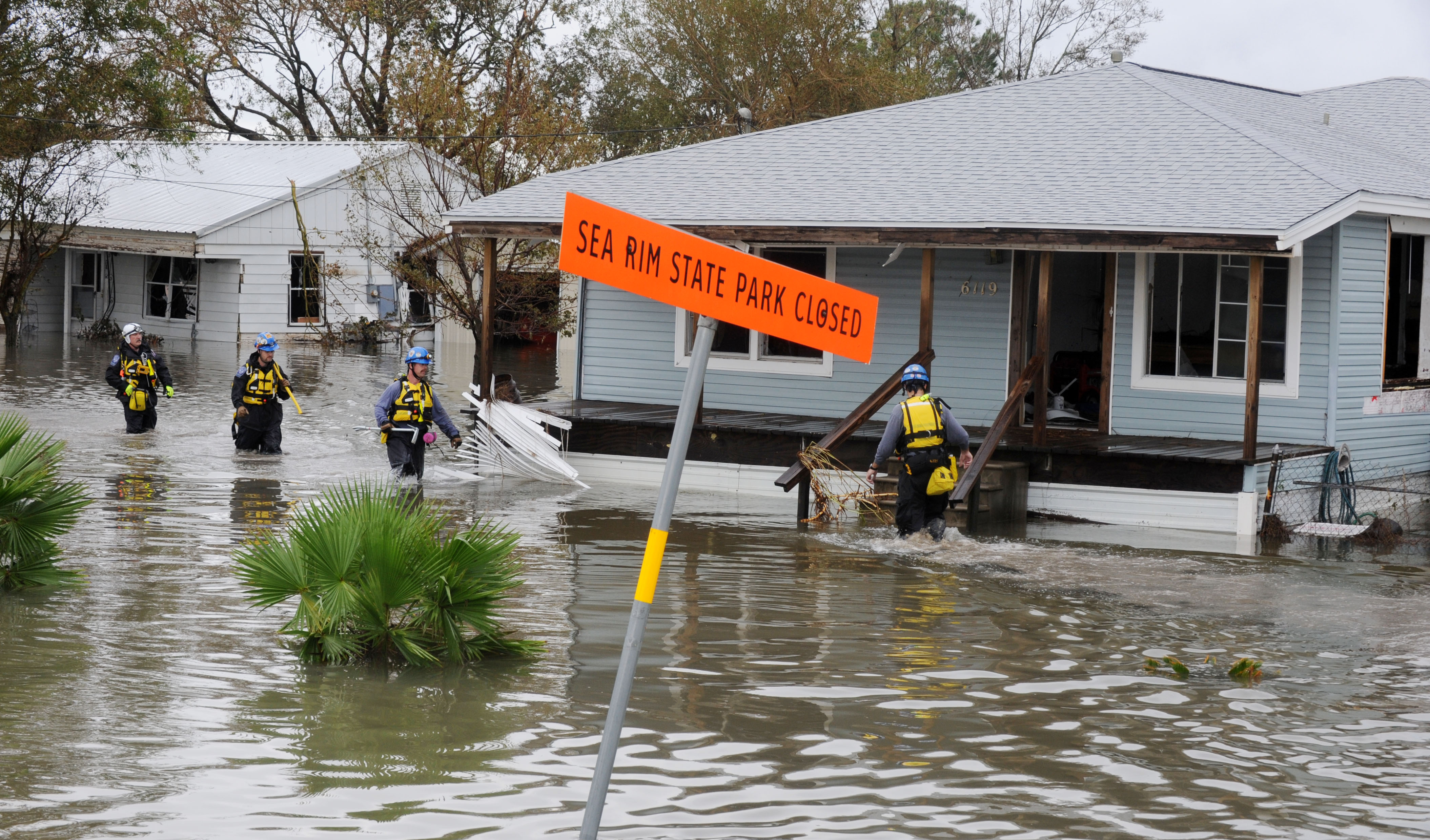
Техас
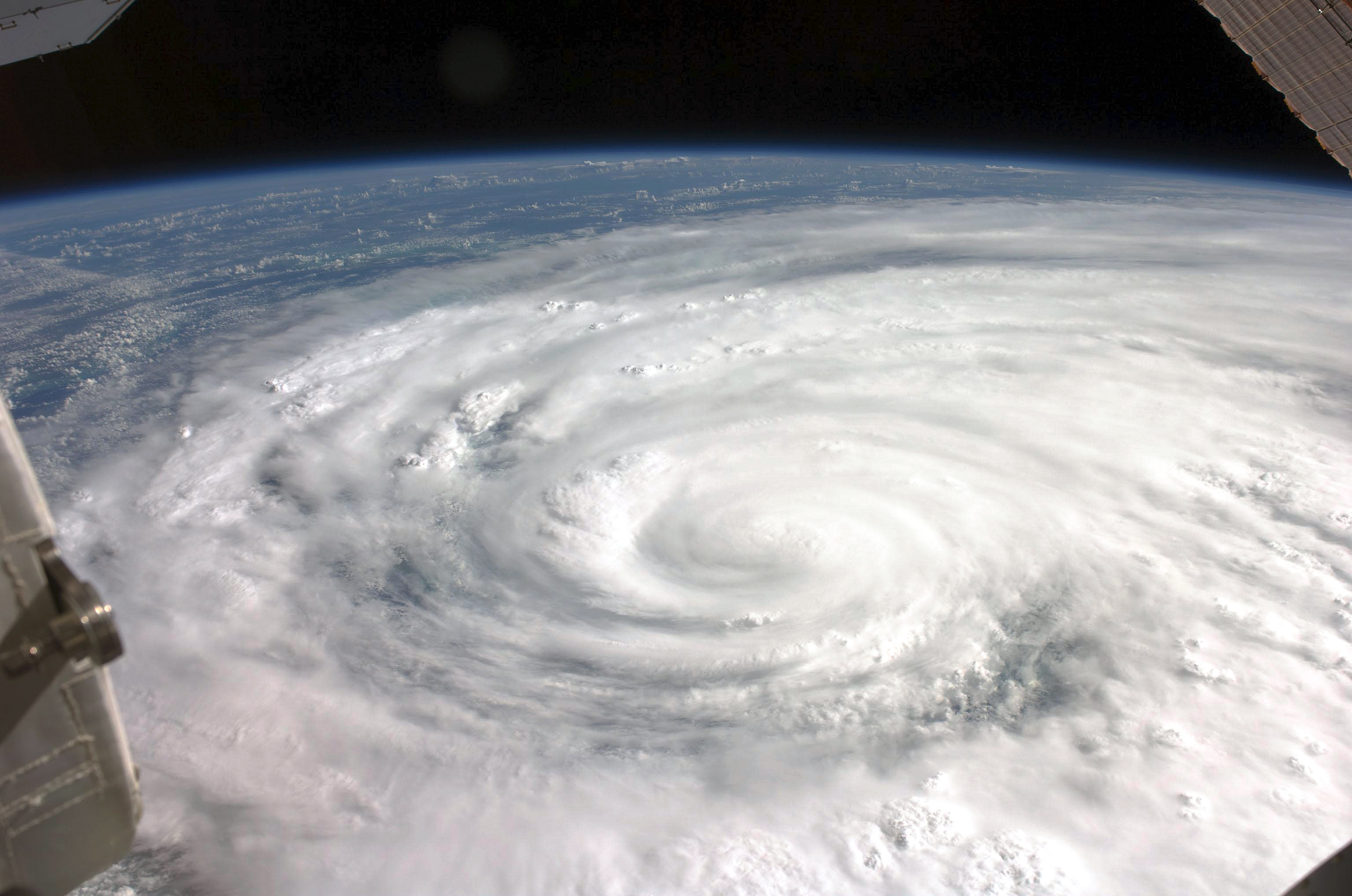

## Ресурси Інтернету
- Інформація про буревій
- Ураган Айк — фото[недоступне посилання з липня 2019]
- Відео: США загрожує ще один ураган[недоступне посилання з травня 2019]
- Ураган «Айк» досяг 4 категорії небезпеки 4 вересня 2008 року 9:19
- «Айк» продовує посилюватися 4 вересня 2008 року 17:23
- Буревій Айк[недоступне посилання з липня 2019] // www.newsru.ua 13 вересня 2008 року.
- www.podrobnosti.com.ua 13 вересня. Відео[недоступне посилання з липня 2019]
- Епідемія ураганів // Данило Білик

| Погода | Це незавершена стаття з метеорології. Ви можете допомогти проєкту, виправивши або дописавши її. |